# IV Dwór
IV Dwór – zabytkowa posiadłość przy ulicy Polanki 119, w dzisiejszej dzielnicy Gdańska, Oliwie.

## Historia

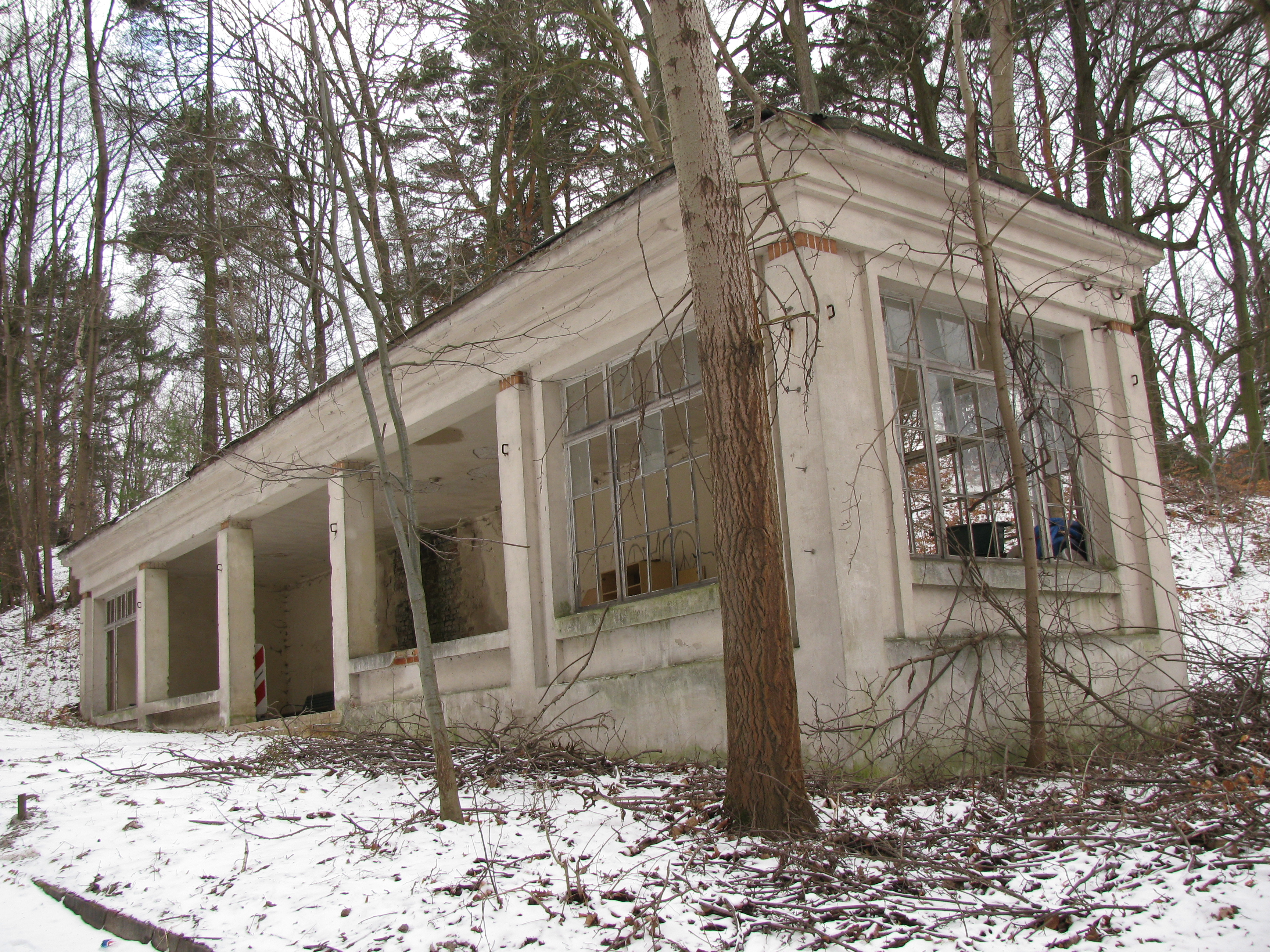
Pawilon ogrodowy

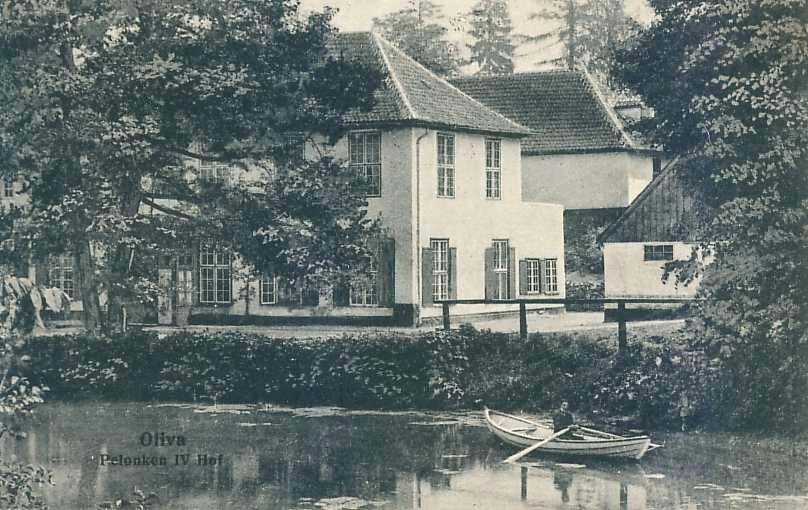
IV Dwór, ok. 1900

Powstał, jak wszystkie inne dwory wzdłuż tego traktu, w pierwszej połowie XVII wieku, będąc w 1626 lub 1632 roku własnością Jana Morgenrotha. Początkowo dwór był drewniany. Zastąpiony został w XVIII wieku budowlą murowaną, utrzymaną w stylu rokoko, przebudowaną następnie w stylu klasycystycznym. W 1741 roku dwór przeszedł na własność Karola Groddecka.
Od 1909 roku funkcjonował tu Okręgowy Zakład Ubezpieczeń dla Prus Wschodnich. W czasie II wojny światowej w obiektach dworu mieściła się szkoła dla dziewcząt. Po wojnie zespół dworski pełnił kolejno funkcje: szpitala dziecięcego, sanatorium przeciwgruźlicznego i hotelu dla pielęgniarek. Na przestrzeni lat budynek dworu uległ wielu przebudowom. Wieczorem 10 stycznia 2014 roku w opuszczonym i zaniedbanym dworze wybuchł pożar, w wyniku którego spaleniu uległ dach budynku.

## Położenie
Obszar dworski znajduje się na wschodnim skraju Trójmiejskiego Parku Krajobrazowego, w tzw. „Zajęczej Dolinie”. W obrębie zespołu znajdują się również aleja lipowa i pozostałości (zdewastowanego po wojnie) parku przydworskiego.
W sąsiedztwie dworu znajdują się Zarząd Parków Krajobrazowych województwa pomorskiego i dom byłego prezydenta R.P. Lecha Wałęsy.